# 547705 Paalgyorgy
547705 Paalgyorgy este o planetă minoră (asteroid) din centura de asteroizi. A fost descoperită pe 31 octombrie 2010 la Piszkéstetői Obszervatórium⁠(d) de . 
Obiectul prezintă o orbită caracterizată de o semiaxă mare de 2,7411760205823 UAi, o excentricitate de 0,036658025580764, o înclinație de 4,9166302329366 ° în raport cu ecliptica.